# Kulhaje
Kulhaje (biał. Кульгаі; ros. Кульгаи) – wieś na Białorusi, w obwodzie witebskim, w rejonie głębockim, w sielsowiecie Łomasze.
Nazwa dawniej używana – Kulhaje Wielkie.

## Historia
W czasach zaborów wieś w powiecie dzisieńskim, w guberni wileńskiej Imperium Rosyjskiego.
W latach 1921–1945 wieś leżała w Polsce, w województwie wileńskim, w powiecie dziśnieńskim, w gminie Prozoroki.
Według Powszechnego Spisu Ludności z 1921 roku zamieszkiwały tu 462 osoby, 68 było wyznania rzymskokatolickiego, 391 prawosławnego a 3 mojżeszowego. Jednocześnie 300 mieszkańców zadeklarowało polską a 162 białoruska przynależność narodową. Były tu 93 budynki mieszkalne. W 1931 w 4 domach zamieszkiwało 19 osób.
Wierni należeli do parafii rzymskokatolickiej i prawosławnej w Prozorokach. Miejscowość podlegała pod Sąd Grodzki w Głębokiem i Okręgowy w Wilnie; właściwy urząd pocztowy mieścił się w Prozorokach.
W wyniku napaści ZSRR na Polskę we wrześniu 1939 miejscowość znalazła się pod okupacją sowiecką. 2 listopada została włączona do Białoruskiej SRR. Od czerwca 1941 roku pod okupacją niemiecką. W 1944 miejscowość została ponownie zajęta przez wojska sowieckie i włączona do Białoruskiej SRR.
Od 1991 w składzie niepodległej Białorusi.
Znajduje tu się przystanek kolejowy i mijanka Kulhaje, położony na linii Połock – Mołodeczno.